# Planetum-1
Planetum-1 byla česká družice, vyslaná na oběžnou dráhu Země. Jedná se o jedenáctou českou / československou družici, konkrétně o nanosatelit kategorie CubeSat 1U. Na oběžnou dráhu byla vynesena 25. května 2022 kosmickou raketou Falcon 9 společnosti SpaceX. Hlavním investorem a ideovým tvůrcem projektu vypuštění družice je Planetum, platforma sdružující pražské hvězdárny a planetárium. Družice je vybavena výklopným zařízením na měření magnetického pole Země, kamerou určenou k snímání povrchu Země, radiokomunikačním aparátem a především aktivním systémem orientace, který umožní přesnou orientaci palubní kamery. Primárním cílem mise je popularizace a výuka kosmonautiky, kosmických technologií, inženýringu, astronomie a vědy obecně. V prostoru o výšce tří centimetrů a rozloze sto centimetrů čtverečních uvnitř těla družice cestuje zmenšená populární česká loutková postava – Hurvínek. Planetum-1 odstartovala z Kennedyho vesmírného střediska. Po přibližně osmiminutovém letu na raketovém nosiči Falcon 9 společnosti SpaceX byla družice vypuštěna spolu s dalším nákladem ve speciálním kontejneru – takzvaném deployeru. Obíhala asi 520 kilometrů nad povrchem Země s periodou 90 minut rychlostí téměř 28 tisíc kilometrů za hodinu. Zanikla shořením v atmosféře koncem listopadu 2024.

## Obecně o projektu
Myšlenka na vypuštění nikoliv vědecké ale primárně popularizační družice se v hlavách pracovníků pražského planetária zrodila začátkem roku 2021. Díky nadšenému přijetí nápadu vedením této vzdělávací a na popularizaci astronomie zaměřené instituce se našel dostatek finančních prostředků a „lidské síly“ k jeho realizaci. Bylo zvoleno takové přístrojové vybavení družice, aby data, která operátoři obdrží, a práce s nimi, byla podnětná, zajímavá a využitelná pro žáky a studenty různých věkových kategorií. Samotná výroba družice byla zadána české startupové firmě Spacemanic, některé z klíčových komponentů, především aktivní orientační systém a software pro ovládání kamer, dodal Výzkumný a zkušební letecký ústav, VZLU, a.s. Po osazení všemi přístroji a zařízeními se ukázalo, že v těle CubeSatu zbývá prostor o rozloze 10×10 cm a výšce 3 cm. Vzhledem k hlavnímu účelu družice – popularizaci – se uvažovalo o experimentu s růstem rostlin nebo demonstraci vlivu stavu beztíže. Volné místo bylo nakonec využito pro umístění zmenšeniny dětské pohádkové postavy. Z několika možností byla vybrána tradiční česká loutková postava – Hurvínek. Divadlo Spejbla a Hurvínka se také stalo aktivním spolutvůrcem mediální kampaně.
Ovládání a veškerá komunikace s družicí jsou realizovány z veřejně přístupného operačního centra v budově pražského planetária. V kinosále planetária vznikla speciální učebna pro školní skupiny účastnící se některého z workshopů – dílen, které žákům umožňují družici přímo ovládat a provádět různé experimenty.

## Cíle mise
Prvním a cílem projektu vypuštění družice Planetum-1 je samotné dosažení oběžné dráhy, navázání radiového spojení a otestování funkčnosti jejího přístrojového vybavení. Hlavním cílem celého projektu je podnícení zájmu o kosmonautiku, rozvoj kosmických technologií a vědy obecně. Vést k tomu, by mělo veřejně přístupné operační centrum, kde bude možné operátorům družice doslova „hledět pod ruce“, jakým způsobem s družicí komunikují. Dále nabídka workshopů pro školní skupiny, během kterých si žáci vyrobí například anténu pro příjem signálu z družice nebo vytvoří příkazy, které po nahrání na palubní počítač umožní získání dat o průběhu letu či pořizovat snímky z oběžné dráhy. Pro vysokoškoláky bude k dispozici prostor pro spolupráci v rámci bakalářských či diplomových prací. Počítá se i s výstupy do médií, ve kterých lze referovat o průběhu projektu a zájmu o projektu z řad veřejnosti.

## Popis družice
Konstrukce družice kopíruje aktuální standard malých družic CubeSat. Její rozměry jsou 11,2×11,2×11,4 cm a hmotnost se blíží k 1,3 kg. Fotovoltaické články vyplňují většinu povrchu družice, chybějí jen v místech prostupu objektivu kamery pláštěm a v místech uchycení výklopného ramene magnetometru a komunikačních antén. Každý z článků má výkon 1,15 W a slouží k nabíjení dvojice LiFePO4/LiOn akumulátorů. Mezi CubeSaty výjimečný je systém orientace v prostoru, realizovaný magnetickými cívkami, které řídí systém tří gyroskopů, který umožní nastavení kamery družice s přesností lepší než 1,5 stupně. Ostatní systémy družice jsou řízeny dvěma nezávislými palubními počítači. O komumikaci se Zemí se starají antény o výkonu 1 W a maximální přenosová rychlost 4 800 b/s. Komunikace probíhá v radioamatérské pásmu na frekvenci 436,680 MHz.

### Přístrojové vybavení

#### Hlavní počítač družice
Družice je ovládána modulovým počítačem pro CubeSaty, který nese označení OBC-MSP430 a název Eddie sestavený firmou Spacemanic. Využívá především systémů C&DH (Command and Data Handling), TT&C (Transceiver Module) a velkokapacitní paměťové zařízení, technologie FRAM.

#### Bateriový zdroj energie
Napájení o výstupním napětí 5 a 3,3 V zajišťuje dvojice LiFePO4 osmivoltových akumulátorů s kapacitou 20 Wh, které jsou nabíjeny 4×2 + 2×1 (4 + 2, celkem 6 stran povrchu krychle) panely fotovoltaických článků, z nichž každý má výkon 1,2 W.

#### UHF a VHF vysílač
Komunikace je zprostředkována radiovým UHF 430-440 MHz / VHF 145±1 MHz transceiverem, zařízením umožňujícím příjem a vysílání radiových signálů. Anténa sestává ze dvou 73,5 cm a dvou 28 cm dlouhých přímých vodičů nital (nikl a titan). Výkon vysílače je 1 W a maximální přenosová rychlost 4 800 b/s. Družice naslouchá na frekvenci 145,925 MHz a vysílá na 436,680 MHz.

#### Sluneční čidla
Kontrolu polohy družice zajišťují sluneční čidla od firmy Needronix. Nad polem detektorů je umístěna neprůhledná vrstva s úzkou štěrbinou. Sluneční světlo prochází štěrbinou a v závislosti na natočení družice dopadá na rozdílné pixely detektoru. Čidlo tak měří úhel, který svírá průvodič (směr) ke Slunci a osa detektoru (družice). Družice je osazena šesti čidly, na každé stěně jejího pláště jedním, což umožňuje určit její přesnou orientaci.

#### Český systém řízení orientace mikrosatelitů
Změna orientace, tedy natočení družice, je realizována pomocí trojice navzájem kolmých reakčních kol a trojice cívek interagujících s magnetickým polem Země. Reakční kola jsou schopna vyvinout moment o velikosti 3x 0.2 mN·m a cívky magnetický moment o velikost 2x 0.24 Am2 a 0.17 Am2. Určení orientace je zajištěna pomocí šesti slunečních sensorů, interního a výklopného magnetometru a trojice 3 osých MEMS gyroskopů.
Zařízení bylo vyvinuto ve Výzkumném a zkušebním leteckém ústavu, VZLU, a.s. a nese označení VAC (Vzlu Attitude constrol system for Cubesats). Družici dokáže orientovat s přesností až jednoho úhlového stupně.

#### Kamera mířící na Zemi
Obrazová data jsou snímána CMOS VGA barevným čipem – senzorem modulární kamery uCAM-III firmy 4DSystem. Kamera v režimu nízkého rozlišení zaznamenává v RAW formátu o velikosti snímku od 80×60 do 160×120 pixelů a v režimu vysokého rozlišení s JPEG kompresí o velikosti snímku od 160×128 do 640×480 pixelů. Zorné pole je široké 56°. Vzhledem k výšce oběžné dráhy družice a přesnost, se kterou je zařízení VAC schopné natočit satelit a tedy i kameru, bude umožněno zaměření snímaného místa na Zemi s přesností +/- 4,5 km.

#### Kamera mířící na Hurvínka
V malém, tři centimetry vysokém, prostoru uvnitř těla kosmické sondy míří malá kamera ArduCam OV2640 na postavičku Hurvínka a za ním se nacházející průzor pláštěm družice ven. Snímá širokoúhlé snímky v rozlišení 1600×1200 pixelů a formátech YUV, RGB, Raw RGB Data a MJPEG. Účelem kamery je pořídit zajímavý originální obrazový materiál, poutavý pro popularizaci Hurvínkovy cesty.

#### Výklopný magnetometr
Tříosý magnetometr umístěný na 8 cm dlouhém výklopném raménku umožní měřit intenzitu zemského magnetického pole, detekci a pozorování magnetických bouří, mapování geomagnetického pole a může sloužit i jako elektronický kompas k určování pozice a navigaci.
Magnetometr je při startu v zaaretované pozici (připažený k solárnímu panelu). Pomocí přepálení lanka SMD rezistory dojde k uvolnění magnetometru a jeho vyklopení o 90° (do polohy kolmé k rovině solárního panelu).
Samotný anizotropní magnetorezistentní (AMR) senzor magnetometru využívá schopnost materiálu měnit svoji rezistivu v závislosti na vnějším magnetickém poli. Funguje na principu Hallova jevu.
Rezistory vyrobené z tenkého filmu slitiny niklu a železa (permalloy) o velmi vysoké permeabilitě μ jsou nanesené na křemíkovou destičku. Interakce mezi atomy feromagnetické látky, jakou slitina je, způsobují vznik malých oblastí se souhlasnou orientací magnetických polí (tzv. magnetických domén). Uspořádání magnetických domén je v nulovém vnějším magnetickém poli náhodné, ale při výrobě je na film aplikováno silné vnější magnetické pole, které orientuje jeho magnetické domény ve stejném směru. Postupně dojde k souhlasnému uspořádání všech domén a vzniku jedné velké domény. Měřené vnější magnetické pole natáčí souhlasně uspořádané magnetické dipóly jednotlivých domén. Důsledkem je zaznamenatelná změna rezistivity permalloye.

## Oběžná dráha
Družice obíhá ve výšce 520 km po dráze blízké dráze heliosynchronní se sklonem k rovníku 97,5°. Zemi oběhne jednou za zhruba hodinu a půl. Nad pražským planetáriem prolétá dvakrát denně, vždy ve stejných částech dne.

## Komunikace
Dálkové řízení družice je realizováno skrze modulovaný radiový signál. Nanosatelit byl na oběžnou dráhu usazen asi půl hodiny po startu, vysílat začal ale až za několik hodin. Ověření správné funkce všech palubních systémů trvá několik dalších týdnů. První spojení bylo navázáno z operačního centra v budově pražského planetária, na jehož střeše je umístěna pohyblivá směrová anténa. Záložní variantou pro komunikaci je využití pozemní stanice Výzkumné laboratoře experimentálních družic na Ústavu radioelektroniky FEKT VUT. Spojení může být realizováno i pomocí celosvětové sítě SatNOGS.

#### Anténa pražského planetária
Směrová anténa, typ Yagi-Uda s rotátorem, který zajišťuje natočení hlavní osy antény směrem k přelétající družici s přesností 5°. Anténa dovoluje přijímat signál mnohem níže k horizontu a po delší dobu, než přijímají antény všesměrové. Jedná se o lehkou anténu s kruhovou polarizací signálu, optimalizovanou pro satelitní komunikaci na nízké oběžné dráze na frekvencích mezi 432 a 440 MHz pro UHF a 143 až 147 MHz pro VHF.

#### Síť pozemních stanic SatNOGS
Projekt sdružující jednotlivé provozovatele radiovysílačů a přijímačů optimalizovaných pro komunikaci s družicemi na nízké oběžné dráze. Síť je otevřená komukoli. Každý provozovatel je schopen využívat všechny dostupné pozemní stanice. Všechna anténami napozorovaná data jsou veřejná a jsou volně šířena pod licencí Creative Commons Atribution-Share.